# ジェイミー・ノーブル
ジェイミー・ノーブル（Jamie Noble、1976年12月23日 - ）は、アメリカ合衆国の元プロレスラー、WWEのプロデューサー兼エージェント。身長175cm、体重92kg。天才的な受け身の達人として知られる。
他団体でジェームス・ギブソン（James Gibson）のリングネームも用いた。本名はジェイミー・ハワード（Jamie Howard）。

## 来歴
ディーン・マレンコの元でトレーニングを積んだ後1995年にプロレスデビュー。インディ団体で活動後、2000年にWCWと契約、マスクを被りジェイミー・サン（Jamie-San）のリングネームでカズ・ハヤシ、ジミー・ヤンと共にアジア系マフィアユニット、ヤング・ドラゴンズを結成する。なお、こうした民族ギミックにありがちなことだが、ジェイミーは他の2人とは全く異なりアジア系ではないため、覆面レスラーとなって素顔を隠し活動した。スリー・カウント（グレゴリー・ヘルムズ、シャノン・ムーア、エヴァン・カレイジャスのアイドル系ユニット）との抗争で人気を博す。
WCW崩壊後は現在のリングネームでWWF（現WWE）にスライド移籍。下部組織に送られたあと、2002年に一軍デビュー。元々実力を認められていたため、初登場からクルーザー級戦線のトップヒールとして迎えられる。ニディアと共に活動し、主にタジリ、ビリー・キッドマンらと抗争。在位期間4か月という、当時のクルーザー級王座最長防衛記録も樹立している。トレーラーパークで寝泊りする田舎者ギミックであったため、日本の放送では雰囲気の演出として彼の発言に於ける字幕が茨城弁に翻訳されていた。この当時放送されていたフジテレビ版での独自キャッチフレーズは、「田舎っぺ大将 in USA」。派手な空中戦が得意な選手が多いクルーザー級戦線において、誰とでも名勝負を演じられる器用さとマレンコ道場出身者らしいシリアスで堅実なレスリング技術を披露し異彩を放っていたが2004年9月15日にWWEから解雇された。
WWE解雇後は新日本プロレスやROHへジェームス・ギブソン（James Gibson）のリングネームで参戦した。軽量級選手が多いROHではトップ戦線に食い込み、2005年8月12日にはROHヘビー級王座にも輝いている。メジャー団体と比較してインディー団体では実力あるものしか評価されない傾向が強いが、ノーブルは毎晩のように名勝負を演じ、ファンから大きな支持を受けた。
2005年12月17日、WWEに復帰。キッド・キャッシュとピットブルズなる古典的な狂犬タッグチームを結成したが、程なくキャッシュが素行不良のため解雇されたため再びシングル戦線に戻る。その後はストーリーにあまり絡まず出番が少なかったが、2007年はホーンスワグルとクルーザー王座を巡り、抗争を展開した。2007年からはクルーザー級部門のプロデューサー兼エージェントも任され、同年後期にはチャック・パルンボとミシェル・マクールを争っての三角関係のストーリーを発展。
2008年、ロイヤルランブルでは自身の登場した次のレスラーであるパルンボによって脱落されている。その後ミシェルがノーブル寄りになり、そのためかパルンボがヒール化したため、ノーブルは久しぶりにベビーに転向した。その後はTV放送に出る際はランバージャック要員やジョバーとしての出演が多くなる。
2009年11月2日、RAWでシェイマスに試合で一方的に攻撃されレフリーストップ、試合後も執拗に暴行を受ける。そのことが原因として引退を発表した。実際の原因は長いレスラー生活の中での慢性的な首と腰の痛みによるものであった。
プロレスラー引退後、WWEにてフルタイムでのエージェントとして働くが、2012年よりWWE Liveにてレスラーたちの調整相手として試合をしている。
2014年8月、Mr.マネー・イン・ザ・バンクであるセス・ロリンズのボディーガードとなり、ジョーイ・マーキュリーとともにJ&Jセキュリティとしてオーソリティーの一員として乱闘に加勢するなど活動。11月24日にはロリンズ & マーキュリーと組んで久々にテレビマッチに出場。ジョン・シナ & ドルフ・ジグラーと3vs2によるハンディキャップマッチを行うが敗戦した。

## 得意技
タイガードライバー（ROH参戦時：ギブソン・ドライバー）
昔から使用している技。
ペイ・ダート
DDTで相手の頭をマットに叩き付け、そのままフックを外さずにフロントネックロックで締め上げる技。シェルトン・ベンジャミンが使う同名の技とは別物。
モディファイド・ドラゴン・スリーパー
変形ドラゴン・スリーパー。簡潔には胴絞めドラゴン・スリーパー。
ファイヤーマンズキャリー・ダブルニーガットバスター
ファイヤーマンズキャリーの体勢で相手を担ぎ上げて落下させてから自らの両膝を相手の腹部に当てる、変形ガットバスター。受身が取れない危険技のため自粛した、WWEに復帰した時のフィニッシャー。

## 入場曲
- 2 Z' Top
- Bawitdaba（Kid Rock）

## タイトル歴
WWE
- WWEクルーザー級王座：1回

ROH
- ROH世界王座：1回（第6代）